# Geravand, Kermanshah
Geravand (în persană گراوند, de asemenea, romanizat ca Gerāvand, Garāvand și Garāwand; cunoscut și sub numele de Gerāvand-e Khāleșeh) este un sat din districtul rural Baladarband, în districtul central al Shahrestānului Kermanshah, Provincia Kermanshah, Iran. La recensământul din 2006, populația sa era de 364 de locuitori, în 94 de familii.